# Vagen
Vagen ist ein Ortsteil der Gemeinde Feldkirchen-Westerham im Landkreis Rosenheim mit 1.910 Einwohnern. Das Pfarrdorf liegt auf einer Höhe von 525,7 m ü. NN. Vor der Gemeindegebietsreform 1972 war Vagen eine eigenständige Gemeinde.

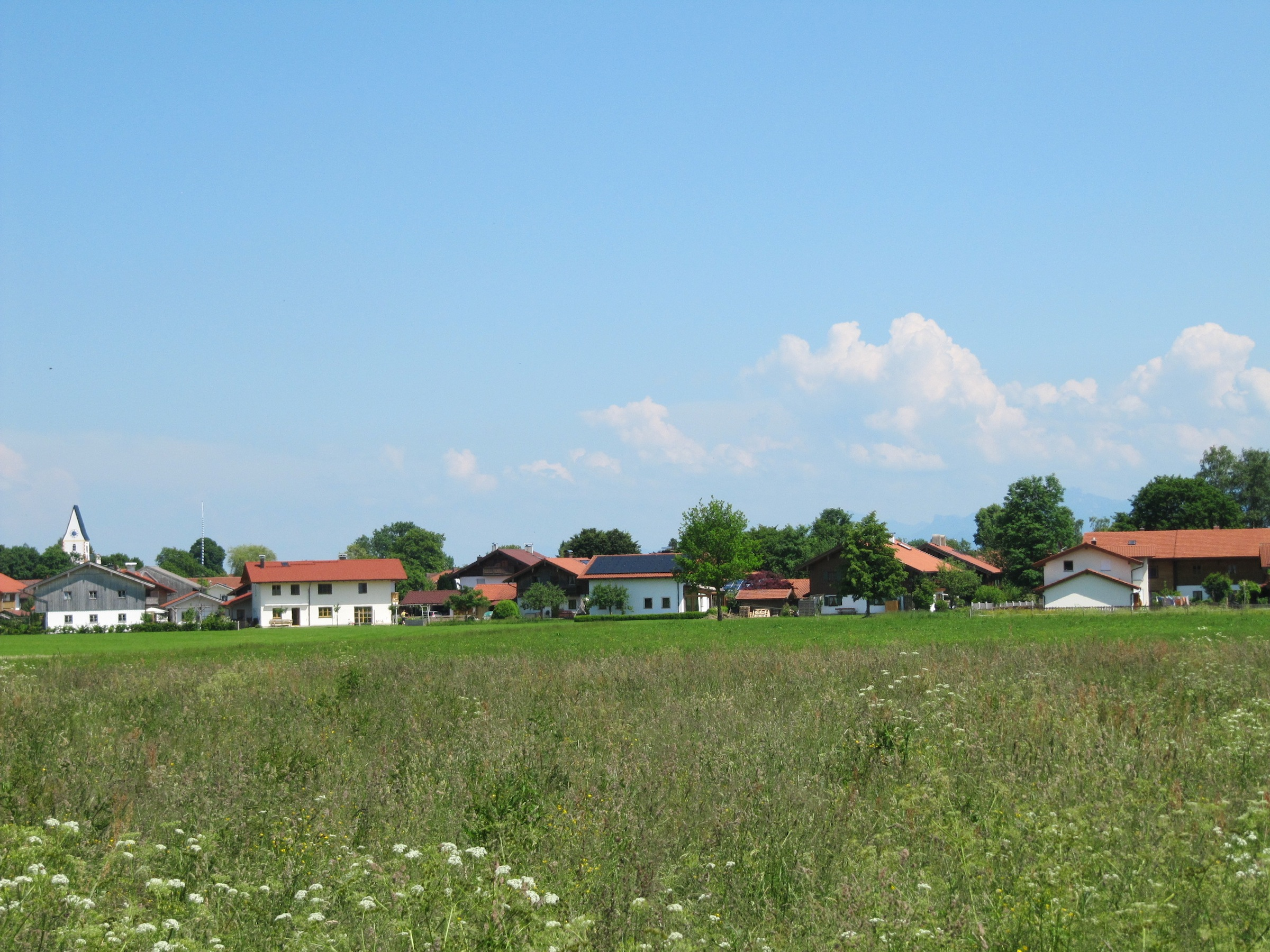
Vagen, Blickrichtung Alpen

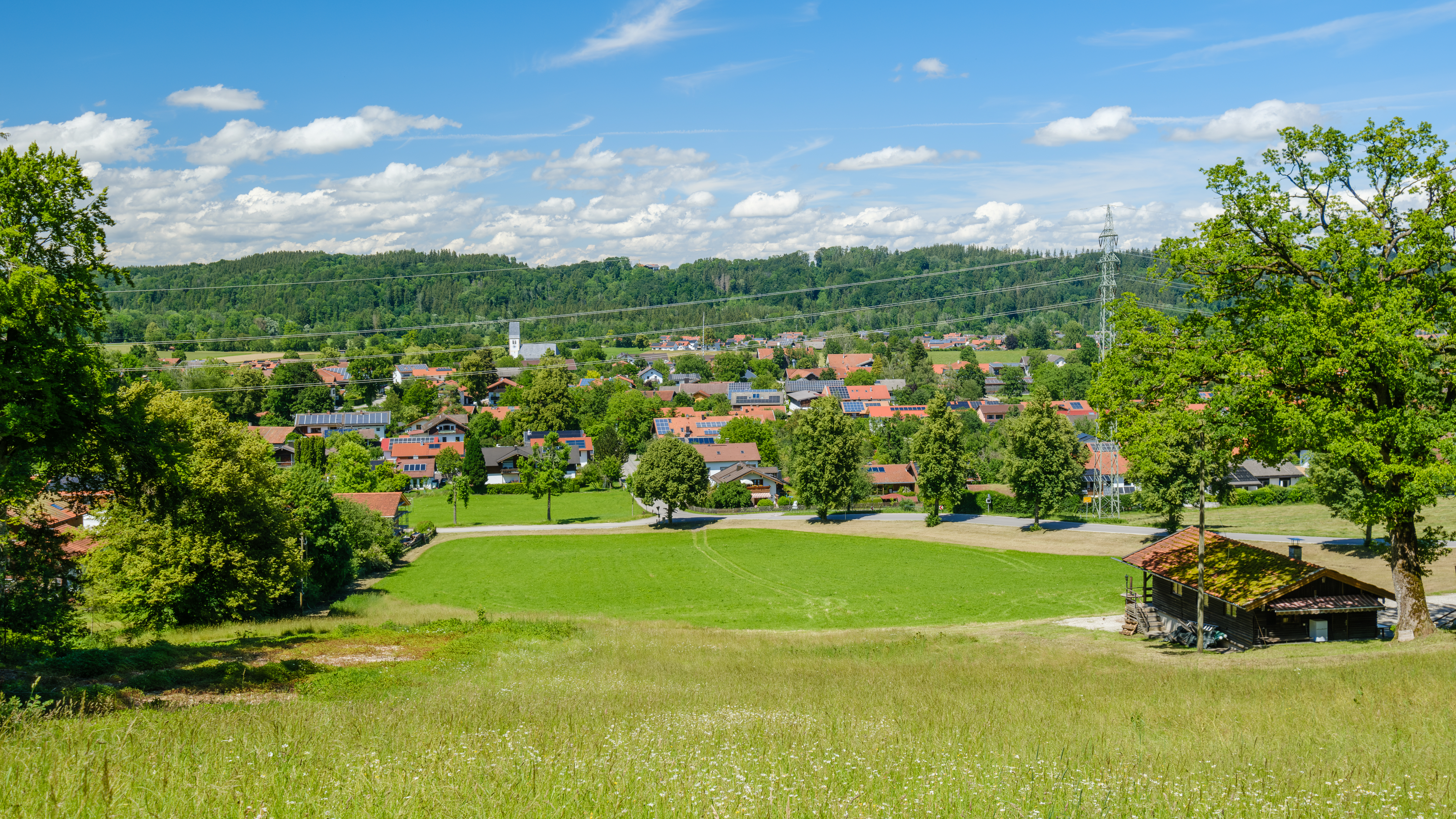
Vagen im Frühling 2024

## Geographie
Der Grundmoräne und den Drumlins des Inngletschers verdankt die Landschaft ihre Prägung.

### Klima

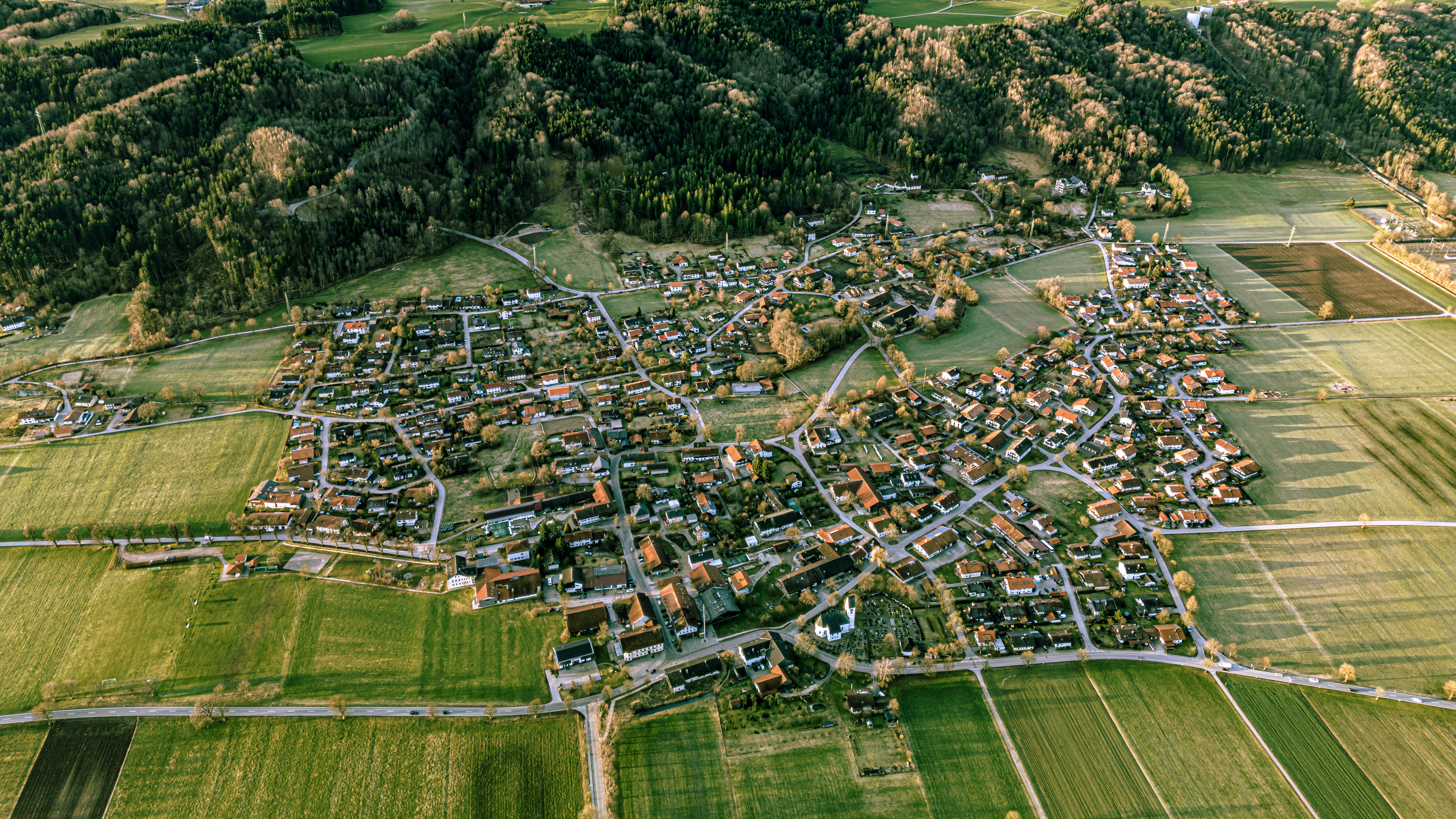
Luftaufnahme von Vagen

## Geschichte
Ein Reihengräberfeld mit 233 freigelegten Grabstellen wurde in der Nähe des Dorfes gefunden. Es entstand im Zeitraum des 7. Jahrhunderts nach Christus.
In einer Freisinger Tauschurkunde mit Bischofs Lantpert wird der Ort Fagana im 10. Jahrhundert zum ersten Mal genannt. 1085 taucht das Adelsgeschlecht der Herren von Vagen zum ersten Mal in den Urkunden auf. Der Ortsname leitet sich von diesem bayerischen Adelsgeschlecht der Fagana ab.
Im Hochmittelalter gehörte Vagen zum Herrschaftsgebiet der Falkensteiner, als  Graf Siboto II. von Weyarn seinen Herrschaftsmittelpunkt auf die oberhalb des Ortes gelegene Neuburg verlegte. Zu den zehn von hier verwalteten Fronhöfen gehörte auch Vagen. Ab dem 14. Jahrhundert verfiel die Burg. Die Überreste dienten als Baustoff für die 1653 errichtete Wallfahrtskirche Weihenlinden. Von der ehemaligen Burg ist heute nichts mehr zu sehen. Lediglich ein markanter Aussichtspunkt, mit Blick weit über das Mangfalltal zeugt von der einst strategisch günstigen Position.
Im 16. und 17. Jahrhundert wurde das bürgerliche Geschlecht der Hafner aus München der wichtigste Grundherr in Vagen. Das älteste nachweisbare Haberfeldtreiben fand 1717 statt. Franz Anton Vogt kaufte 1750 eine Hälfte der Hofmark und erbaute sich 1768 in Vagen seinen Altersruhesitz, das Schloss. Sein Nachkomme, Schloss- und Gutsbesitzer Max Vogt, veräußerte die Hofmark im 19. Jahrhundert. Nach mehrfachem Besitzerwechsel erwarb 1872 Graf Heinrich Boos-Waldeck den heruntergekommenen Immobilienbesitz. Er vergrößerte die Ökonomie durch Grundrückkauf und ließ das Schloss umbauen, renovieren und erweitern. Die Schlosskapelle wurde neu errichtet und am 25. Oktober 1875 durch Erzbischof Gregor von Scherr eingeweiht.
Mit dem zweiten Gemeindeedikt wurde Vagen am 17. Mai 1818 zu einer politischen Gemeinde, die auch den Ort Westerham umfasste. Am 1. Juli 1972 wurden die Gemeinden Vagen und Feldkirchen zur neuen Gemeinde Feldkirchen-Westerham zusammengeschlossen. Der Landkreis Bad Aibling wurde am selben Tag aufgelöst. Somit wurde die neue Gemeinde dem Landkreis Rosenheim zugeordnet.

## Wappen

### Blasonierung
Gespalten von Blau und Silber; vorne ein stehender goldener Falke mit rotem Halsband, hinten ein schwarzer Sparren; unten ein durchgehender goldener Wellenbalken.

### Wappengeschichte
Das heraldische Zeichen des Falken weist auf das Geschlecht der Grafen von Neuburg–Falkenstein. Der Sparren erinnert an die Adelsfamilie derer von Westerham. Das Flüsschen Mangfall, welches die Landschaft prägt, ist im Wellenbalken vertreten.
1964 führte der damaligen Bürgermeister Max Reitner das Wappen in der Gemeinde Vagen ein. Der Ort wurde 1972 durch die Gebietsreform mit Feldkirchen zusammengelegt. Die neue Gemeinde Feldkirchen-Westerham übernahm das Vagener Wappen 1977 unverändert.

## Sehenswürdigkeiten
- Backhaus (Vagen)

### Pfarrkirche Mariä Himmelfahrt
Schon 1315 wird Vagen als Filialkirche von Götting im „Conradinschen Matrikel“ erwähnt. Die Kirche Mariä Himmelfahrt von Vagen war bis 1875 Kuratiekirche und ist seit 1958 Pfarrkirche. Der Turm zeugt als  ältester Teil von einem romanischen Vorgängerbau. Anfang des 16. Jahrhunderts wurde das Kirchenschiff im gotischen Stil erneuert und vergrößert. Zeugnis dafür ist das Portal. 1746 ließ Pfarrer Stephan Mayr aus Götting die Kirche im barocken Stil umgestalten. Daran erinnert ein Votivbild an der Ostseite des Sakralbaus. Der Hauptaltar der Kirche zeigt die apokalyptische Frau, den hl. Georg und den hl. Sebastian. Aus den Seitenaltären findet der Besucher die hl. Anna und die hl. Barbara. Im Jahre 1936 wurden die Gemälde an der Decke neu gestaltet. Von Norbert Krieger aus Retzbach bekam die Kirche 1984 eine neue Orgel. Beachtenswert sind im Kirchenschiff das Kreuz mit Pieta, der Gnadenstuhl, der hl. Rasso, der hl. Valentin und gegenüber dem Eingang die Madonna mit Kind.

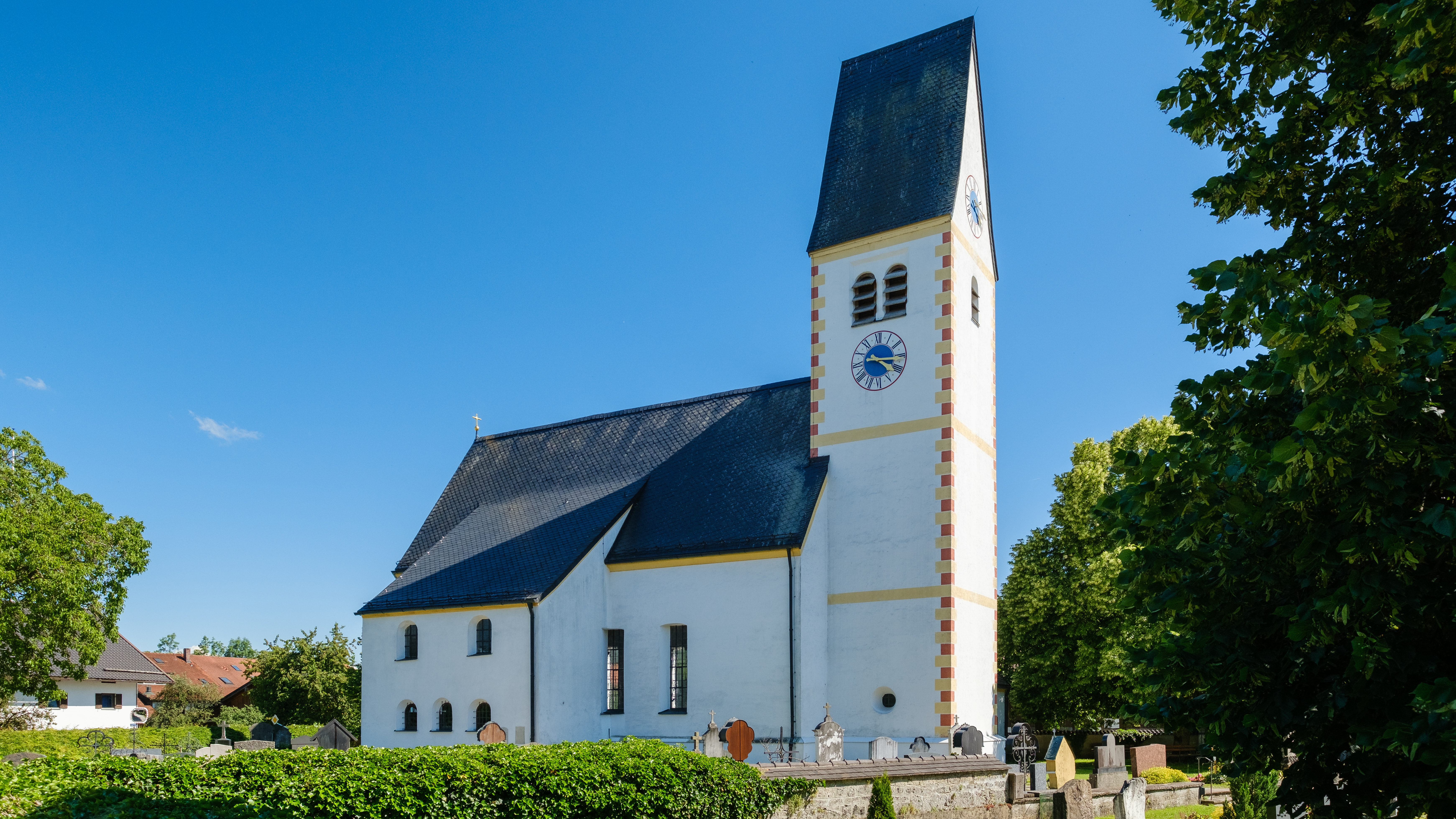
Katholische Pfarrkirche Mariä Himmelfahrt
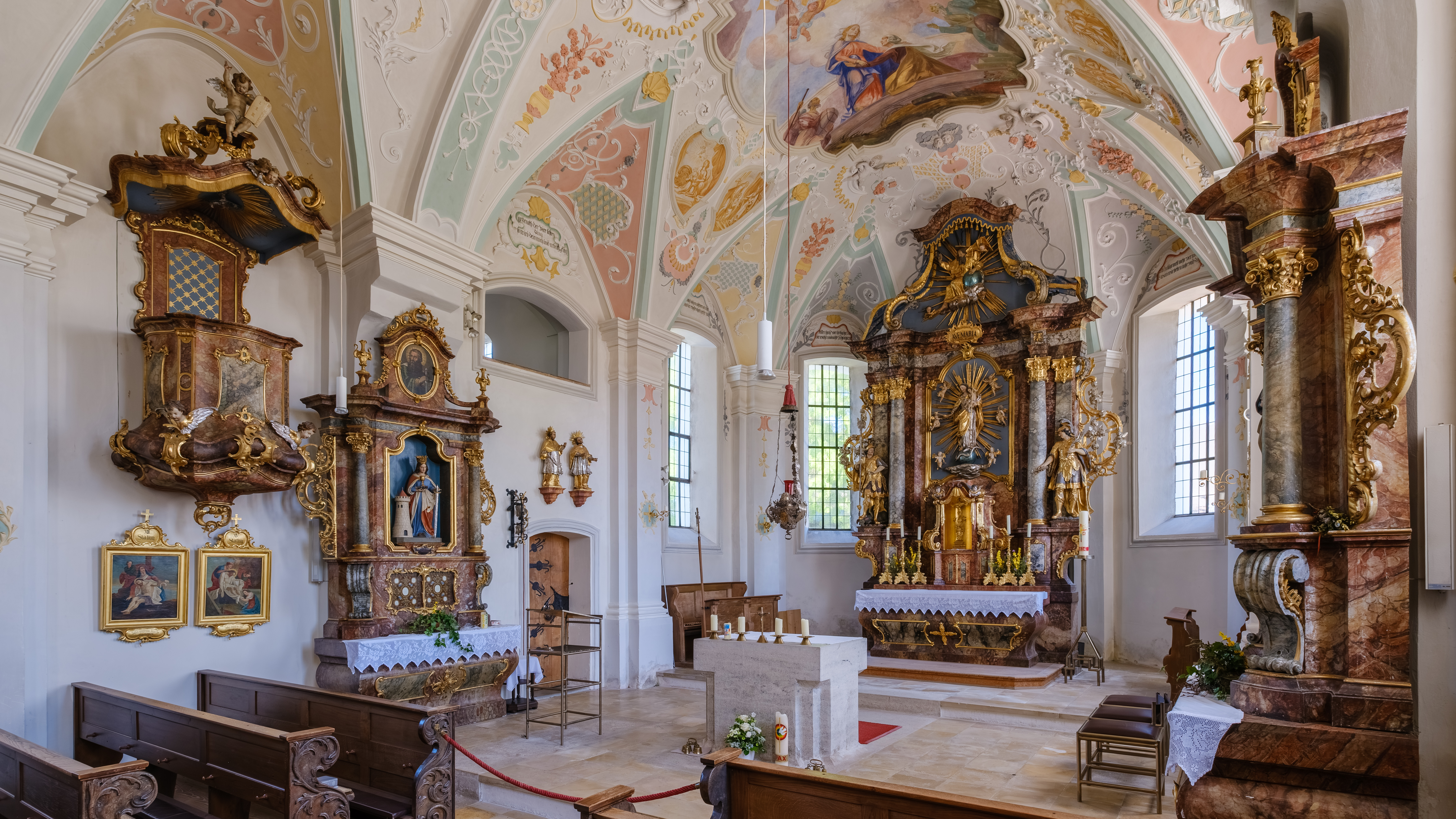
Hauptaltar und Kanzel
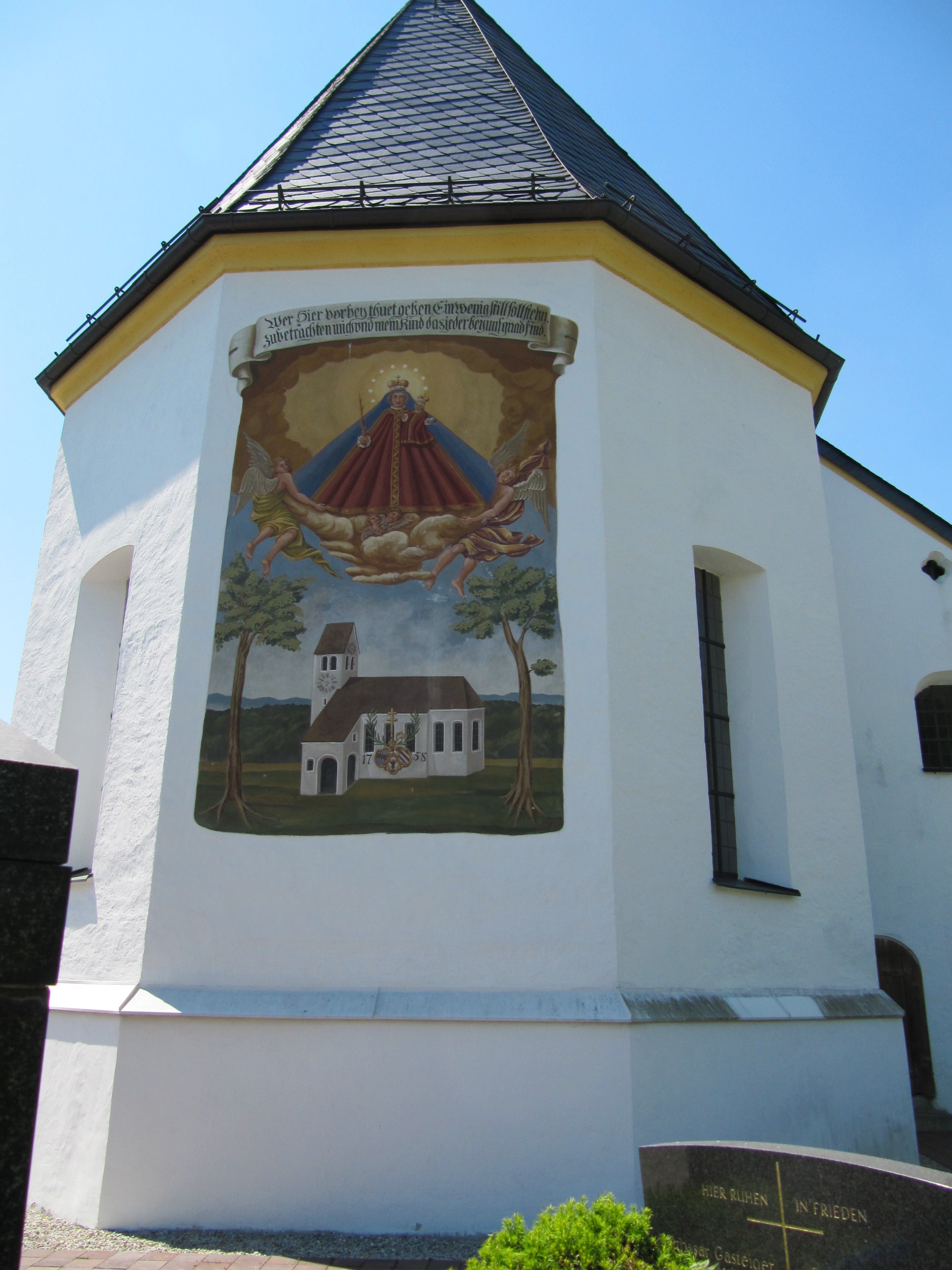
Fresko mit Spruchband an Mariä Himmelfahrt
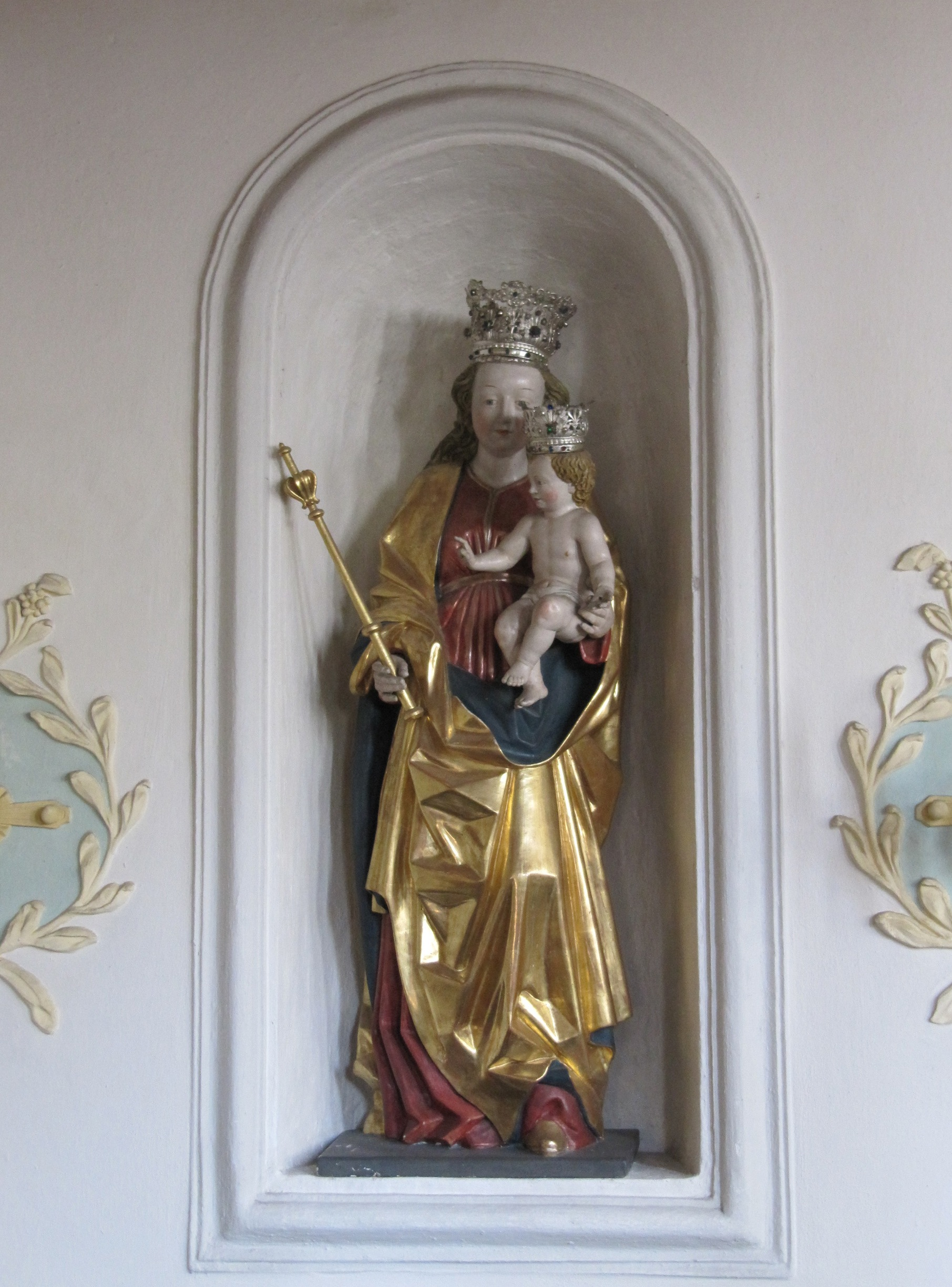
Madonna mit Kind
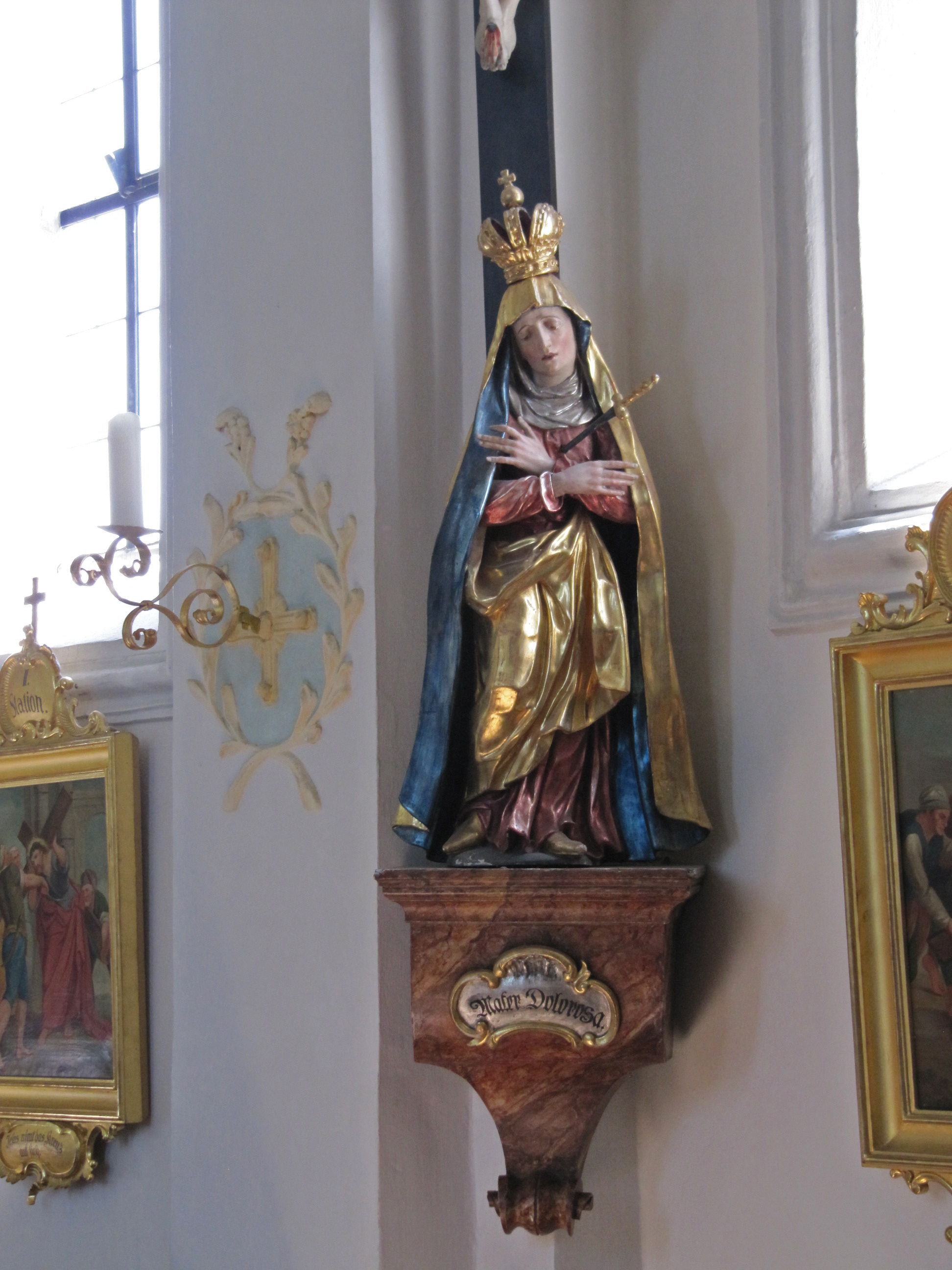
Mater Dolorosa

### Vagener Schloss

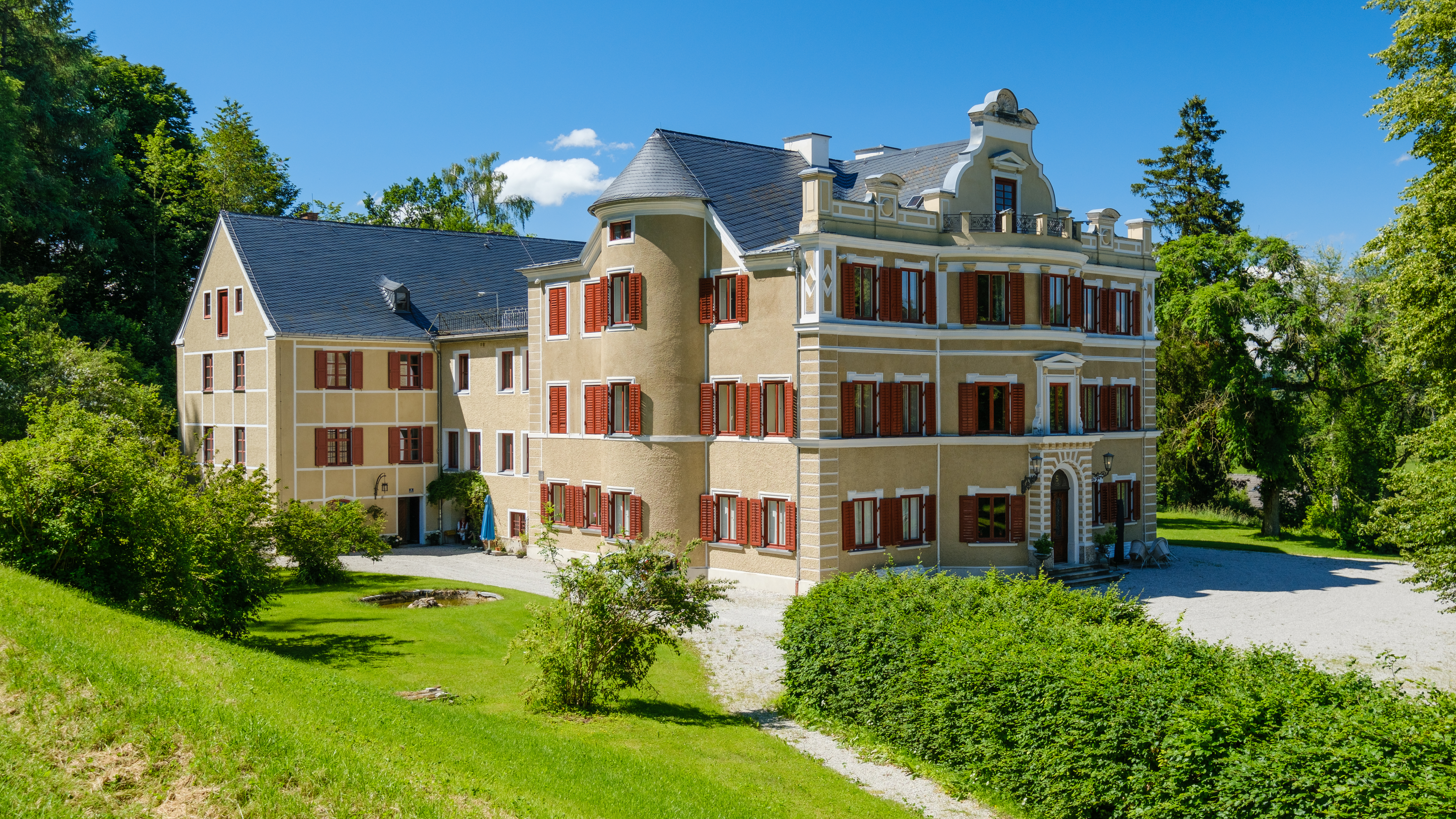
Schloss Vagen

Im Jahre 1768 wurde in Vagen ein Schloss erbaut. Anton Vogt, der als Rheinstein-Tattenbachscher Grafschaftspfleger von Valley und Pächter der Brauerei die halbe Hofmark Vagen gekauft hatte, baute sich mit dem Schloss seinen Altersruhesitz. In dem großen Schlossgarten erschuf er mit Hilfe des Goldbaches Wasserkaskaden. In den 1870er-Jahren wurde das Schloss von dem Grafen Heinrich von Boos-Waldeck (1828–1910) erheblich erweitert. Das Schloss ist in diesem Zustand vollständig erhalten und bewohnt.
Im Zeitraum von 1989 bis 1990 erfolgte eine umfassende Renovierung des Schlosses durch den Besitzer Karl Michael Freiherr von Aretin und das Architekturbüro Ritt & Waldburg in München unter Bauleitung von Carsten von Waffenstein. Das Areal ist für die Öffentlichkeit gesperrt und kann nicht besichtigt werden.

### Alte Schmiede
Bereits in der Mitte des 15. Jahrhunderts gab es eine urkundlich nachgewiesene Huf-, Hammer- und Waffenschmiede, die bis heute im Wesentlichen erhalten ist. Sie wurde durch die Wasserkraft des Goldbaches angetrieben.

## Wirtschaft und Infrastruktur

### Verkehr
Vagen liegt nur wenige Kilometer von der Autobahn A8 entfernt. Von der Ausfahrt Weyarn oder Irschenberg ist der Ort in weniger als 15 Minuten über Landstraßen zu erreichen.

### Ansässige Unternehmen
Die Leitzachwerke dienen zur Erzeugung und Speicherung von elektrischer Energie, besonders für die Millionenstadt München und deren Einzugsbereich.

### Bildung
- Grundschule